# فرندز
فرندز یا دوستان (به انگلیسی: Friends) یک مجموعهٔ سیت‌کام آمریکایی ساختهٔ دیوید کرین و مارتا کافمن است که از ۲۲ سپتامبر ۱۹۹۴ تا ۶ مهٔ ۲۰۰۴ از شبکهٔ ان‌بی‌سی پخش شد و پس از ده فصل به پایان رسید. جنیفر انیستون، کورتنی کاکس، لیسا کودرو، مت له بلانک، متیو پری و دیوید شویمر گروه بازیگران این مجموعه هستند که به‌ترتیب در نقش‌های ریچل گرین، مانیکا گلر، فیبی بوفی، جویی تریبیانی، چندلر بینگ و راس گلر ظاهر شدند.
داستان این سریال دربارهٔ شش دوست ۲۰ تا ۳۰ ساله است که در منهتن، شهر نیویورک زندگی می‌کنند. این مجموعه توسط برایت/کافمن/کرین پروداکشنز و با همکاری برادران وارنر تلویژن تهیه شده‌است. تهیه‌کننده‌های اجرایی و اصلی این مجموعه کوین اس برایت، کافمن و کرین بوده‌اند.
کافمن و کرین بین نوامبر و دسامبر سال ۱۹۹۳ بر روی این سریال با عنوان کافهٔ بی‌خوابی کار کردند. ایده‌شان را به برایت گفتند و سپس با هم پیش‌نویسی هفت صفحه‌ای به شبکهٔ ان‌بی‌سی ارائه کردند. بعد از چندین بار تغییرات در فیلم‌نامه و سریال، به خصوص تغییر نام آن به دوستانی مانند ما، نهایتاً نام آن به فرندز تغییر یافت.
فیلمبرداری مجموعه در استودیوی برادران وارنر در بربنک، کالیفرنیا انجام می‌گرفت. آخرین قسمت سریال در ۶ مهٔ ۲۰۰۴ پخش شد و حدود ۵۲٫۵ میلیون بینندهٔ آمریکایی را به پای تلویزیون کشاند که آن را به پنجمین قسمت آخر پربیننده در تاریخ و اولین در دهه تبدیل کرد.
فرندز نظرات مثبتی از منتقدان دریافت کرد و به یکی از محبوب‌ترین کمدی موقعیت‌های تاریخ، تبدیل شد. در مجموع ۶۲ نامزدی جایزه امی به دست آورد و در سال ۲۰۰۲ جایزه بهترین سریال کمدی را برای فصل هشتم به دست آورد. این سریال در فهرست «۵۰ سریال برتر تاریخ TV Guide» در ردهٔ ۲۱ و در فهرست ۵۰ سریال برتر تاریخ مجلهٔ امپایر در ردهٔ ۷ قرار دارد. در سال ۱۹۹۷، اپیزود «ویدئوی جشن رقص آخر سال» در ردهٔ ۱۰۰ فهرست صد اپیزود برتر تاریخ TV Guide قرار گرفت. در سال ۲۰۱۳، فرندز در فهرست بهترین سریال‌های نوشته شده از طرف انجمن نویسندگان آمریکا در ردهٔ ۲۴ و در فهرست ۶۰ سریال برتر تاریخ TV Guide در رتبهٔ ۲۸ قرار گرفت.

## تأثیر فرهنگی

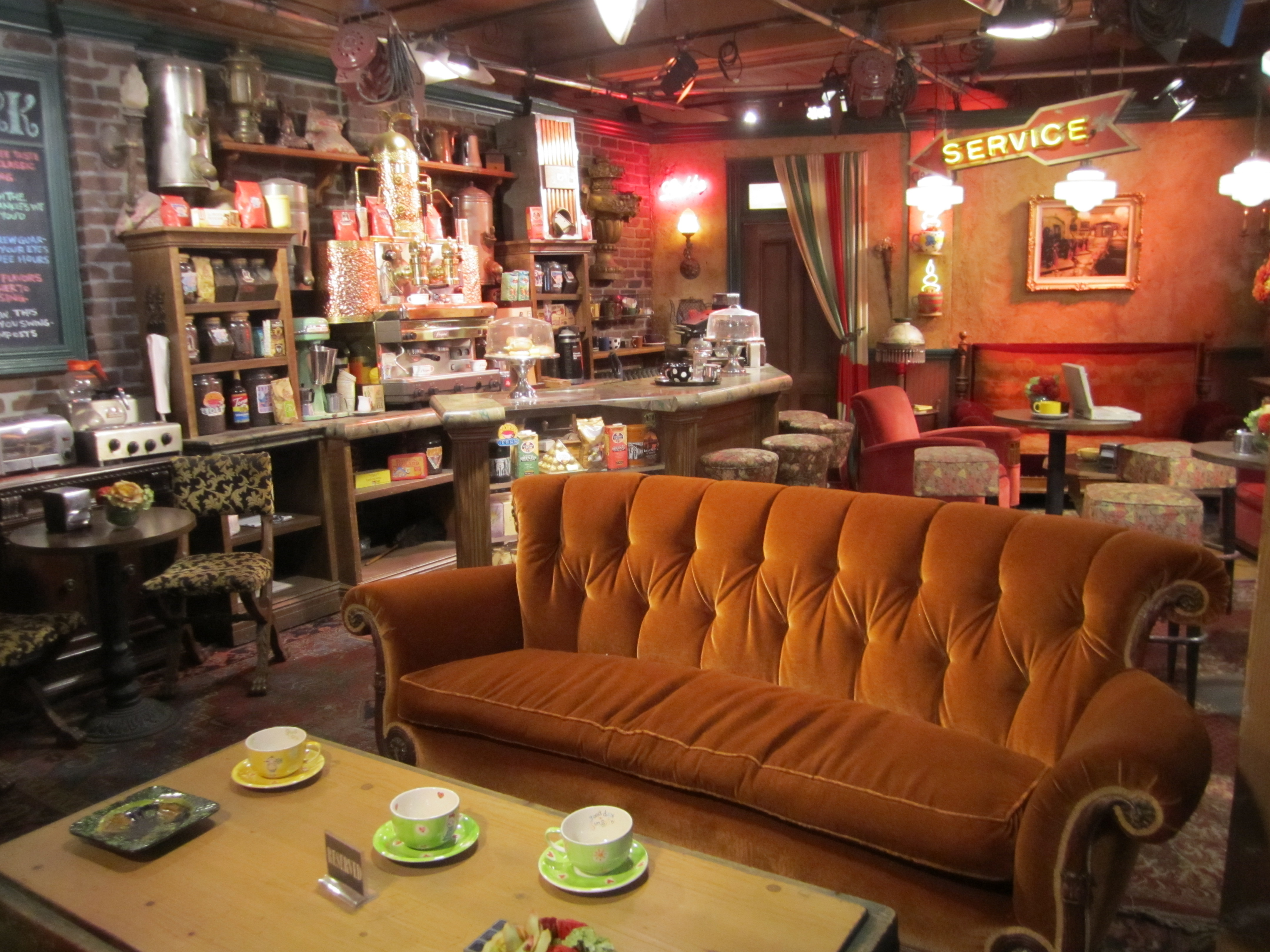
کافه سنترال پرک در استودیو برادران وارنر

مجموعهٔ فرندز در سطحهای مختلف اثر قابل توجهی بر فرهنگ عامه خصوصاً بر زبان و مد داشت. کاربرد "so" به معنای «خیلی» یا «واقعاً» توسط نویسندگان فرندز اختراع نشد اما استفادهٔ زیاد این عبارت در سریال استفادهٔ آن را در مکالمات روزمره تشویق کرد. همچنین استفاده عبارت «I Know» به معنای «می‌دانم» توسط مونیکا با لحنی تأکیدی باعث به کار رفتن بیش از پیش آن شد. ضمناً این مجموعه به دلیل اثر آن بر مد روزمره و مدل موی سر قابل توجه‌است، به عنوان مثال مدل موی جنیفر انیستون توسط عدهٔ زیادی تقلید می‌شد.
عبارت «راس و ریچل» هم برای روابط دارای سابقه که قطع و وصل می‌شوند استفاده می‌شود. هنوز‌ هم به کسانی که واقعاً همدیگر را دوست دارند اما دائم با هم بحث می‌کنند یا حسادت می‌کنند این اصطلاح را لقب می‌دهند.

## خلاصه داستان
ریچل گرین از عروسی‌اش فرار می‌کند و به دنبال دوست دوران کودکی‌اش، مانیکا گلر، سرآشپزی که در نیویورک زندگی می‌کند، می‌رود. آن‌ها هم‌اتاقی یکدیگر می‌شوند و ریچل به گروه دوستان مانیکا می‌پیوندد که همگی در دههٔ سوم زندگی‌شان هستند: جویی تریبیانی بازیگر، چندلر بینگ که شغل اولش کارمندیست و در اواسط فصل به عضویت شرکتی تبلیغاتی تحت عنوان ایده پرداز درمی‌آید. فیبی بوفی که موسیقیدان و ماساژور است و راس گلر برادر بزرگ‌تر مانیکا که دیرینه‌شناسی است که به تازگی طلاق گرفته‌است. برای تأمین مخارج زندگی‌اش، ریچل به عنوان پیش‌خدمت شروع به کار کردن در سنترال پرک می‌کند، کافه‌ای در منهتن که این شش نفر معمولاً در آن جا وقت می‌گذرانند و اگر در آنجا نباشند، معمولاً این گروه در آپارتمان مانیکا و ریچل در وست ویلج یا آپارتمان چندلر و جویی که روبه‌روی آپارتمان همان‌هاست وقت می‌گذرانند.
داستان قسمت‌های مختلف سریال، حول ماجراجویی‌های رمانتیک و کمدی و مشکلات شغلی شخصیت‌ها می‌چرخد؛ به‌طور مثال جویی برای گرفتن نقش‌های مختلف تست می‌دهد و ریچل به دنبال کاری در صنعت مد است. هر شش شخصیت، وارد روابط عاشقانهٔ جدی می‌شوند. به‌طور مثال مانیکا با ریچارد برک و راس با امیلی والتهام وارد رابطه می‌شوند. روابط متناوب راس و ریچل، خط داستانی معمول و تکراری سریال است. در طول ده فصل بارها به هم برمی‌گردند و به هم می‌زنند، راس وارد رابطه با امیلی می‌شود. راس و ریچل با هم بچه‌دار می‌شوند. چندلر هم وارد رابطه با مانیکا می‌شود و با او ازدواج می‌کند و فیبی هم با مایک هنیگان ازدواج می‌کند. شخصیت‌های دیگری که بعد از این شش نفر بیشترین حضور در سریال را دارند عبارتند از پدر و مادر راس و مانیکا که در لانگ آیلند زندگی می‌کنند. همسر سابق راس و پسرش بن؛ گانتر، متصدی کافهٔ سنترال پرک؛ جنیس، دوست‌دختر سابق چندلر و اورسلا، خواهر دوقلوی فیبی.

## بازیگران و شخصیت‌ها

نقش‌های اصلی
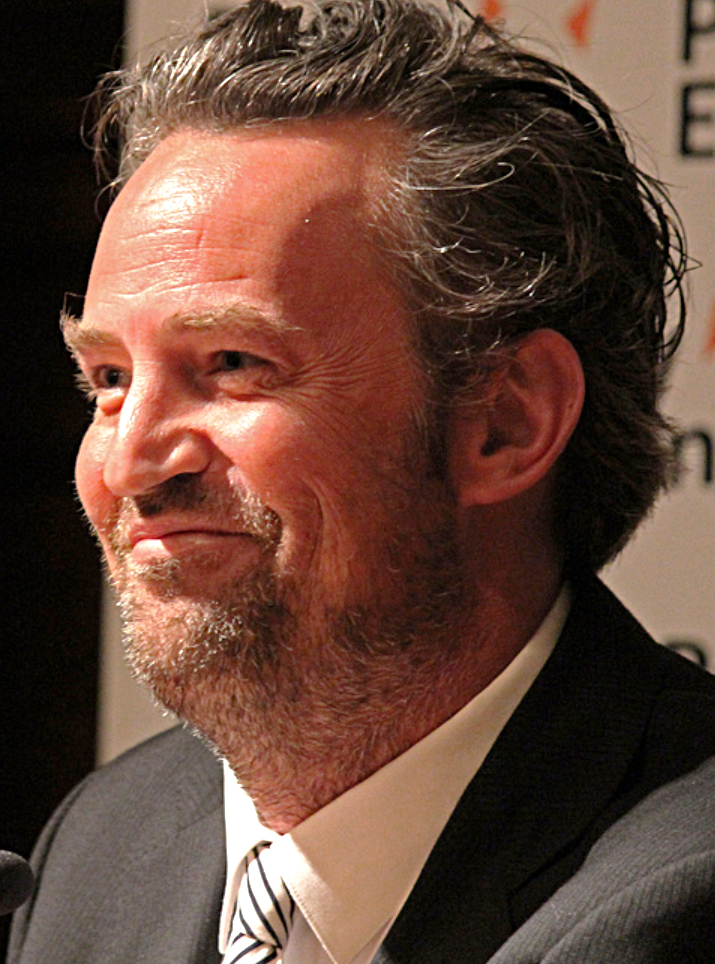
متیو پری در نقش چندلر بینگ
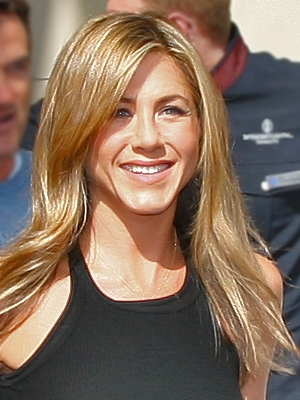
جنیفر آنیستون در نقش ریچل گرین
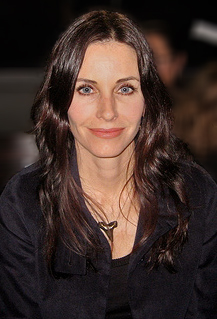
کورتنی کاکس در نقش مانیکا گلر
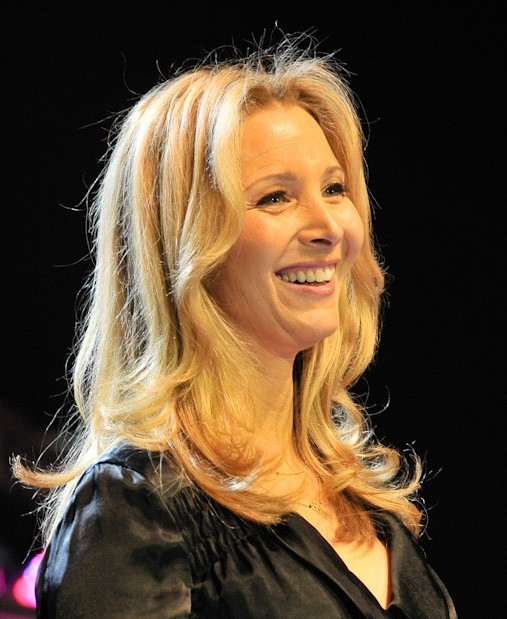
لیسا کودرو در نقش فیبی بوفی
مت له بلانک در نقش جویی تریبیانی
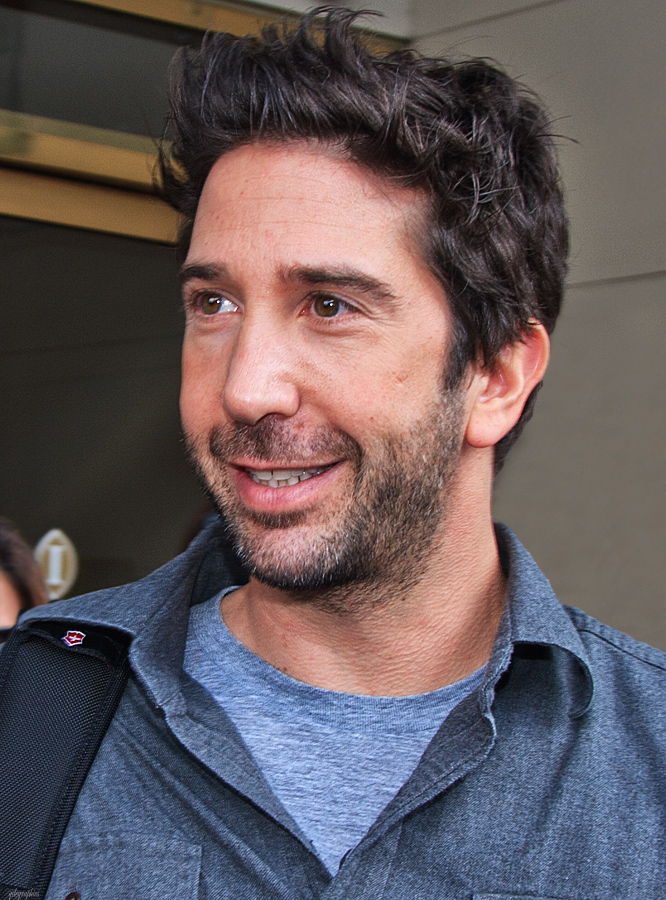
دیوید شویمر در نقش
راس گلر

این سریال شامل شش شخصیت اصلی است:
- جنیفر آنیستون در نقش ریچل گرین، علاقه‌مند به مُد و بهترین دوست مانیکا از زمان بچگی. ریچل بعد از این که در روز عروسی‌اش با بری فاربر تصمیم گرفت ازدواج نکند زیرا عاشق او نبود، هم‌اتاقی مانیکا شد. ریچل و راس گلر در طول سریال چندین بار با هم رابطه برقرار می‌کنند و سپس در نهایت به هم می‌زنند. ریچل با مردان دیگری هم رابطه برقرار می‌کند از جمله پائولو، همسایهٔ ایتالیایی‌شان در فصل یک، جاشوآ برگین، مشتری‌اش در فصل چهار، تگ، دستیارش در فصل هفت و جویی تریبیانی در فصل دهم. اولین شغل ریچل پیشخدمتی در سنترال پرک است، اما بعد در فصل سوم به عنوان دستیار فروشنده در بلومینگدیلز و در فصل پنجم به عنوان فروشنده در رالف لورن استخدام می‌شود. اما، دختر ریچل و راس در پایان فصل هشتم و در قسمت «ریچل بچه‌دار می‌شود، قسمت دوم» به دنیا می‌آید. در آخرین قسمت مجموعه، راس و ریچل به علاقه‌مندی‌شان به یکدیگر معترف می‌شوند و ریچل از فرصت کاری پیش آمده برایش در پاریس می‌گذرد تا با راس باشد.
- کورتنی کاکس در نقش مانیکا گلر، سرآشپزی که مانند مادر گروه رفتار می‌کند[۱۴] و شخصیتش به کمال‌طلبی، رئیس‌بازی، رقابت و اختلال وسواس فکری عملی مشهور است.[۱۵][۱۶] مانیکا در بچگی چاق بوده و به همین خاطر معمولاً بقیه با او شوخی می‌کنند، خصوصاً برادرش راس. در طول سریال، مانیکا به عنوان سرآشپز در چندین رستوران کار می‌کند. اولین رابطهٔ جدی مانیکا با ریچارد برک بود که ۲۱ سال از خودش بزرگ‌تر است. رابطه‌شان محکم جلو می‌رود تا جایی که ریچارد به مانیکا می‌گوید نمی‌خواهد از او بچه داشته باشد. چندلر و مانیکا بعد از گذراندن یک شب با یکدیگر در لندن در پایان فصل چهارم، رابطه‌ای را آغاز می‌کنند که سرانجام در پایان فصل هفتم به ازدواج ختم می‌شود و در آخرین قسمت سریال هم یک جفت دوقلو را به فرزندی می‌پذیرند.
- لیسا کودرو در نقش فیبی بوفی، ماساژوری عجیب و غریب که موسیقی را هم به صورت خودآموز یادگرفته‌است. فیبی با مادرش در نیویورک زندگی می‌کرده تا این که مادرش خودکشی می‌کند و فیبی بی‌خانمان می‌شود. او خودش ترانه می‌نویسد و با گیتار اجرا می‌کند. همچنین او یک خواهر دوقلوی شرور به نام اورسلا دارد، که مانند فیبی عجیب و غریب است اما برخلاف او خودخواه و مغرور است. رفتار فیبی معصومانه و کودکانه است. او همچنین از خودکشی مادرش و کودکی سختش برای به دست آوردن هم‌دردی دیگران سوءاستفاده می‌کند. فیبی سه رابطه جدی در سریال دارد: گری (پلیس) در فصل پنج، مایک هنیگان در فصل نه و ده و دیوید در فصل ۱. بعد از این که دیوید برای انجام کار تحقیقاتی به مینسک می‌رود رابطه‌شان به پایان می‌رسد. البته او در مواقع مختلف به نیویورک برمی‌گردد و دوباره پیش هم برمی‌گردند. تا این که در فصل نه هم مایک و هم دیوید از او خواستگاری می‌کنند و فیبی درخواست دیوید را رد می‌کند و در فصل ده با مایک ازدواج می‌کند.[۱۷][۱۸]
- مت له بلانک در نقش جویی تریبیانی، هنرپیشه‌ای که عاشق غذاست و به خاطر بازی در نقش دکتر دریک ریموری در سریال آبکی روزهای زندگی ما مشهور می‌شود. جویی بسیار ساده‌لوح و البته دخترباز است. با وجود دختربازی‌اش، جویی شخصیتی معصوم و خوش نیت دارد.[۱۹] جویی از تکه کلامش «حالت چطوره؟» (به انگلیسی: How you doin'?) برای اغوای زنان استفاده می‌کند. چندلر بهترین دوست جویی است و در چند فصل ابتدایی هم‌اتاقی هستند. همچنین مدت زمان کوتاهی ریچل هم‌اتاقی او می‌شود و جویی در فصل هشتم عاشق ریچل می‌شود،[۲۰] اما ریچل به می‌گوید که او چنین حسی نسبت به او ندارد. در نهایت در فصل ده مدت کوتاهی با هم دوست می‌شوند ولی مدتی طول نمی‌کشد که متوجه می‌شوند نمی‌توانند برای هم بیشتر از یک دوست باشند.
- متیو پری در نقش چندلر بینگ، تحلیلگر ارشد آمار در شرکتی چندملیتی و بزرگ. چندلر در فصل نه از شغلش استعفا می‌دهد و به عنوان کارآموز در یک شرکت تبلیغاتی مشغول به کار می‌شود. چندلر خانواده‌ای عجیب و غریب داشته: مادرش نویسندهٔ رمان‌های شهوانی و پدرش همجنسگرا و مبدل پوش است. چندلر به خاطر شوخ‌طبعی و طعنه‌هایش و عدم موفقیتش در رابطه‌های عاشقانه مشهور است.[۲۱] چندلر در فصل هفتم با مانیکا ازدواج می‌کند و در انتهای سریال دو فرزند دوقلو را به سرپرستی می‌گیرند. قبل از مانیکا، چندلر با جنیس رابطه داشت. متیو پری اعلام کرده که این شخصیت از جهات مختلف به شخصیت خودش نزدیک است از جمله شکستن سکوت با شوخی و مشکلاتش با زنان.[۲۲]
- دیوید شویمر در نقش دکتر راس گلر، برادر بزرگ‌تر مانیکا و دیرینه‌شناسی که در موزه تاریخ طبیعی کار می‌کند و بعدها به عنوان استاد دیرینه‌شناسی در دانشگاه نیویورک سیتی به تدریس می‌پردازد. راس مردی خوش‌طینت و شوخ‌طبع است، هرچند در روابط اجتماعی ناشی است. راس در طول سریال چندین بار با ریچل رابطه برقرار می‌کند. او سه ازدواج ناموفق در طول سریال دارد: ریچل، امیلی و کارول. کارول مادر پسرش بن است که بعد از این که متوجه می‌شود همجنسگراست از راس جدا می‌شود. عدم موفقیتش در روابط بیشتر به خاطر حسودی و وهم است و طلاق‌هایش هم دست‌مایه طنز بقیه در طول مجموعه است. او و ریچل در آخرین قسمت فصل هشت صاحب فرزند می‌شوند و در آخرین قسمت مجموعه معترف می‌شوند که هنوز عاشق یکدیگرند.

## قسمت‌ها
این قسمت ممکن است داستان سریال را لو بدهد.
| فصل | فصل   | تعداد قسمت | تعداد قسمت | تاریخ پخش       | تاریخ پخش   | امتیازدهی‌های نیِلسِن | امتیازدهی‌های نیِلسِن | امتیازدهی‌های نیِلسِن                      |
| فصل | فصل   | تعداد قسمت | تعداد قسمت | تاریخ آغاز      | تاریخ پایان | رتبه               | امتیاز             | امتیاز مساوی شده با                     |
| --- | ----- | ---------- | ---------- | --------------- | ----------- | ------------------ | ------------------ | --------------------------------------- |
| ۱   | اول   | ۲۴         | ۲۴         | ۲۲ سپتامبر ۱۹۹۴ | ۱۸ می ۱۹۹۵  | ۸                  | ۱۵٫۶               | قتل، او نوشت                            |
| ۲   | دوم   | ۲۴         | ۲۴         | ۲۱ سپتامبر ۱۹۹۵ | ۱۶ می ۱۹۹۶  | ۳                  | ۱۸٫۷               | -                                       |
| ۳   | سوم   | ۲۵         | ۲۵         | ۱۹ سپتامبر ۱۹۹۶ | ۱۵ می ۱۹۹۷  | ۴                  | ۱۶٫۸               | حقیقت برهنه                             |
| ۴   | چهارم | ۲۴         | ۲۴         | ۲۵ سپتامبر ۱۹۹۷ | ۷ می ۱۹۹۸   | ۴                  | ۱۶٫۱               | -                                       |
| ۵   | پنجم  | ۲۴         | ۲۴         | ۲۴ سپتامبر ۱۹۹۸ | ۲۰ می ۱۹۹۹  | ۲                  | ۱۵٫۷               | -                                       |
| ۶   | ششم   | ۲۵         | ۲۵         | ۲۳ سپتامبر ۱۹۹۹ | ۱۸ می ۲۰۰۰  | ۵                  | ۱۴٫۰               | -                                       |
| ۷   | هفتم  | ۲۴         | ۲۴         | ۱۲ اکتبر ۲۰۰۰   | ۱۷ می ۲۰۰۱  | ۵                  | ۱۲٫۶               | همه عاشق ریموند هستند فوتبال دوشنبه‌شب‌ها |
| ۸   | هشتم  | ۲۴         | ۲۴         | ۲۷ سپتامبر ۲۰۰۱ | ۱۶ می ۲۰۰۲  | ۱                  | ۱۵٫۰               | -                                       |
| ۹   | نهم   | ۲۴         | ۲۴         | ۲۶ سپتامبر ۲۰۰۲ | ۱۵ می ۲۰۰۳  | ۲                  | ۱۳٫۹               | -                                       |
| ۱۰  | دهم   | ۱۸         | ۱۸         | ۲۵ سپتامبر ۲۰۰۳ | ۶ می ۲۰۰۴   | ۴                  | ۱۳٫۶               | -                                       |

### فصل ۱
نوشتار اصلی: فرندز (فصل ۱)
اولین فصل سریال فرندز شش شخصیت اصلی را معرفی می‌کند: ریچل، مانیکا، فیبی، جویی، چندلر و راس. در ابتدای سریال ریچل بعد از فرار کردن از مراسم عروسی‌اش و نامزدش بَری، به امید اینکه بتواند به دوست دوران دبیرستانش مانیکا و برادر مانیکا یعنی راس که از همان دوران دبیرستان به ریچل علاقه داشته، دسترسی پیدا کند به سنترال پرک می‌آید. راس بعد از ملاقات با ریچل چندین بار سعی می‌کند احساسات خود را به ریچل بگوید اما در طول فصل گاهی مردد می‌ماند و گاهی موانعی بر سر راهش ظاهر می‌شوند. یکی از مهم‌ترین موانع سر راه او انتظار برای بچه دار شدنِ همسر همجنسگرای سابقش کارول است. جویی هنرپیشه‌ای مجرد و خوش‌گذران است و فیبی زنی مستقل است که شغلی اصلی‌اش ماساژ دادن است و دارای شخصیتی عجیب‌تر و در عین حال هیجان‌انگیزتر از بقیه افراد گروه است که دلیل آن مشکلات بچگی‌اش هستند که بر شخصیت او تأثیرات بسیار گذاشته‌اند. پدر او در بچگی فیبی، خواهر دوقلویش اورسلا و مادرشان را ترک کرده و پس از آن اتفاق مادرش دست به خودکشی زده و باعث شده فیبی بچگی‌اش را در خیابان‌ها بگذراند. چندلر در این فصل به عنوان فرد شوخ‌طبع گروه معرفی می‌شود و در طول فصل نیز با دوست‌دخترش جنیس رابطه‌شان را به هم می‌زند. کارول و راس در این فصل دارای یک پسر به نام بن می‌شوند و تصمیم می‌گیرند حالا که طلاق گرفته‌اند، بن پیش کارول و سوزان شریک همجنس‌گرا کارول) نگه داشته شود و هر چند وقت یکبار هم به راس سری بزند. در انتهای فصل، چندلر تصادفاً به ریچل می‌گوید که راس به او علاقه دارد و پس از کمی تأمل، ریچل هم این حقیقت را درمی‌یابد که به راس علاقه دارد. هنگامی که راس می‌خواهد از سفری از خارج کشور برگردد، ریچل به استقبالش به فرودگاه می‌رود.

### فصل ۲
نوشتار اصلی: فرندز (فصل ۲)
آغاز فصل دوم با برگشت راس به آمریکا در حالی که ریچل در فرودگاه منتظر رسیدن اوست، آغاز می‌گردد. ریچل متوجه می‌شود که راس در طول سفر با یکی از دوستان قدیمی خود یعنی جولی (لارن تام) ملاقات کرده و در حال حاضر با وی وارد رابطه شده‌است. ریچل نیز در گفتن این حقیقت که به راس علاقه دارد، مانند راس در فصل ۱ با موانعی روبه‌رو می‌شود اما بالاخره احساساتش را برای او بیان می‌کند ولی راس بین انتخاب جولی یا ریچل گیر کرده بود و به همین دلیل برای اینکه انتخاب کردن برای ساده شود نوشته‌ای دربارهٔ مشکلات این دو نفر می‌کند و در حین نوشتن متوجه می‌شود ریچل را بیشتر دوست دارد پس نوشته را رها می‌کند و با جولی بهم می‌زند ولی پس از متوجه شدن ریچل دربارهٔ نوشته این رابطه را قبول نمی‌کند ولی پس از دیدن حس واقعی راس درباره‌اش با او وارد رابطه می‌شود. جویی در نسخهٔ تخیلی سریال روزهای زندگی ما تست بازیگری می‌دهد و در نقش دکتر دریک ریموری انتخاب می‌شود ولی بعد از اینکه در یک مصاحبه اعلام می‌کند اکثر جملاتش را خودش می‌گوید و انتقادی به نویسندگان سریال می‌کند، آن‌ها او را از سریال حذف می‌کنند. چندلر دوباره با دوست‌دختر قبلی خود جنیس وارد رابطه شده و مانیکا نیز وارد رابطه‌ای با ریچارد (تام سِلِک) می‌شود. ریچارد که یکی از دوستان قدیمی جک، پدر مانیکا و راس و یک چشم‌پزشک است، به تازگی از همسرش طلاق گرفته و ۲۱ سال از مانیکا بزرگتر است. این زوج سعی می‌کنند به سختی به رابطهٔ خود ادامه دهند ولی بر سر مشکلات سنی و اینکه مانیکا برخلاف ریچارد دلش بچه می‌خواست، از هم جدا می‌شوند.

### فصل ۳
نوشتار اصلی: فرندز (فصل ۳)
فصل سوم سریال الگوریتم بسیار مرتب‌تری نسبت به فصول اول و دوم به خود می‌گیرد. این فصل با آغاز کار ریچل در فروشگاه لباس‌فروشی بلومینگ‌دِیل شروع می‌شود که در آنجا با همکار جدیدش مارک آشنا می‌شود. راس از شنیدن خبر همکاری مارک و ریچل، به مارک حسودی می‌کند و ریچل سعی می‌کند به رابطه‌اش با راس کمی استراحت دهد و برای مدتی کوتاه، از یکدیگر فاصله گیرند ولی راس با این قضیه به خوبی برخورد نمی‌کند و هنگامی‌که احساساتش جریحه‌دار شده مست شده و شبی را با کلویی، دختری از فروشگاه زیراکسِ نزدیکِ خانه می‌گذراند؛ که خودش نیز از کارش شب بعد پشیمان می‌شود و این موضوع باعث اتمام رابطه راس و ریچل می‌شود. در این حین، چندلر پس از خیانت جنیس به او و بهم زدن راس و ریچل می‌گذراند چون او را یادِ طلاق پدر و مادرش می‌اندازد و دوباره شروع به سیگار کشیدن می‌کند ولی در حین این ماجراها سیگار کشیدن را ترک می‌کند. در حالی که فیبی فکر می‌کند دیگر کسی را در زندگی خود جز خواهرش اورسلا را ندارد، مطلع می‌شود که برادری ناتنی به نام فرانک جونیور (جیووانی ریبیسی) دارد. همچنین در ادامهٔ سریال درمی‌یابد که مادری که بزرگش کرده، مادر اصلی‌اش نبوده و در طول سریال با مادر اصلی‌اش که هم‌نام اوست آشنا می‌شود. جویی با فردی به نام کِیت (دینا مِیِر) آشنا می‌شود و مانیکا وارد رابطه‌ای با پیت بِکِر (جون فاورو)، مهندسی میلیونر می‌شود که در پایان فصل به دلیل اختلافاتی که دارند به اتمام می‌رسد.

### فصل ۴
نوشتار اصلی: فرندز (فصل ۴)
در ادامه فصل سوم، بعد از اینکه راس و ریچل سعی می‌کنند به رابطه‌شان بهبود ببخشند، ریچل برای راس نامه‌ای می‌نویسد و از راس می‌خواهد تا تمامی اشتباهات رابطهٔ گذشته‌شان را بر دوش بگیرد ولی راس حین خواندن نامه خوابش می‌رود وقتی ریچل از راس دربارهٔ نامه می‌پرسد، راس ادعا می‌کند که آن را خوانده و در حالی که خودش نمی‌داند، تمامی مسئولیت‌ها را قبول می‌کند اما این در آخر دوباره به جدایی آن‌ها ختم می‌شود. جویی با کثی، دختری که چندلر به او علاقهٔ زیادی دارد وارد رابطه می‌شود و بعد از اینکه چندلر احساسات خود را به کثی می‌گوید و جویی باخبر می‌شود، چندلر را مجبور می‌کند تا یک روز کامل را در یک جعبه سپری کند تا توسط جویی بخشیده شود. فرانک جونیور (برادر فیبی) و آلیس (همسر فرانک) پس از آزمایش‌های اعلام شده توسط دکترها به گروه این خبر را می‌دهند که نمی‌توانند بجه‌دار شوند ولی به دنبال فردی می‌گردند تا به عنوان رحم اجاره‌ای برایشان عمل کند و برای این کار فیبی را انتخاب می‌کنند. مانیکا و ریچل پس از شرط بستن سر آپارتمان‌شان و باختن به چندلر و جویی مجبور می‌شوند تا آپارتمان‌هایشان را تعویض کنند اما دختران آپارتمان را در ازای یک دقیقه بوسیدن هم پس می‌گیرند. راس با دختری انگلیسی به نام امیلی (هلن بکسندیل) آشنا می‌شود و آخرین قسمت سریال شامل مراسم عروسی این‌دو می‌شود. در مراسم عروسی، هنگامی که راس در حال گفتن جملات عروسی خود به امیلی است، اشتباهاً از نام ریچل استفاده می‌کند و فصل پایان می‌یابد.

### فصل ۵
نوشتار اصلی: فرندز (فصل ۵)
اولین قسمت فصل پنجم با عروسی امیلی و راس آغاز می‌شود. در این فصل مانیکا و چندلر وارد رابطه‌ای عاشقانه می‌شوند و حواس‌شان را جمع می‌کنند تا کسی از افراد گروه از آن باخبر نشوند. فیبی که از فصل پیش، باردار بود در این فصل ۳ بچه به دنیا می‌آورد که هر سهٔ آن‌ها را باید به پدر و مادر بچه‌ها یعنی فرانک و آلیس دهد. امیلی شرط ادامهٔ زندگی با راس را تنها این حالت قرار می‌دهد که راس دیگر با ریچل رفت‌وآمدی نداشته باشد و وقتی راس به امیلی می‌گوید که نمی‌تواند این شرط را قبول کند، ازدواج آن‌ها به پایان می‌رسد و از یکدیگر جدا می‌شوند. مانیکا و چندلر بالاخره به دوستان خود رابطه‌شان را اعلام می‌کنند و در سفری به لاس وگاس تصمیم می‌گیرند تا با یکدیگر ازدواج کنند اما هنگامی که وارد دفتر ازدواج می‌شوند، راس و ریچل را می‌بینند که مست هستند و با یکدیگر ازدواج کرده‌اند.

### فصل ۶
نوشتار اصلی: فرندز (فصل ۶)
در اولین قسمت از فصل ششم، راس و ریچل هردو قبول می‌کنند که ازدواج کردنشان تنها به دلیل مست‌بودنشان بوده و سعی می‌کنند ازدواج‌شان را باطل کنند و این در حالی است که راس نمی‌خواهد ۳ ازدواج ناموفق داشته باشد اما به هر گونه که هست، از یکدیگر جدا می‌شوند. چندلر و مانیکا تصمیم می‌گیرند تا در یک آپارتمان زندگی کنند و رابطه‌شان را به مرحلهٔ دیگری ببرند. جویی برای نقشی در سریال «مک و چیز» انتخاب می‌شود که در کنار یک روبات باید بازی کند. راس برای شغل معلمی در دانشگاه نیویورک استخدام می‌شود و شروع به وارد رابطه شدن با یکی از دانش‌آموزانش، الیزابت می‌شود. این رابطه به دلیل فاصله سنی زیاد الیزابت و راس دوام زیادی نمی‌آوَرَد و سریعاً با پایان می‌رسد. آپارتمان فیبی و ریچل آتش می‌گیرد و فیبی برای مدتی با مانیکا و چندلر زندگی می‌کند. دوست‌پسر قبلی مانیکا، ریچارد پیش او برمی‌گردد و به او احساساتش را اعتراف می‌کند و چندلر از مانیکا خواستگاری می‌کند و مانیکا در حالی که از احساسات ریچارد خبردار است، به چندلر جواب مثبت می‌دهد و با یکدیگر نامزد می‌شوند.

### فصل ۷
نوشتار اصلی: فرندز (فصل ۷)
در این فصل مانیکا و چندلر شروع به برنامه‌ریزی برای عروسی‌شان می‌کنند و به مشکلات مالی برمی‌خورند که چندلر با پس‌اندازهایی که کرده، آن‌ها را حل می‌کند. شو تلویزیونی جویی کنسل می‌شود اما پیشنهادی از مجموعه تلویزیونی قدیمی او به وی داده می‌شود که آن را قبول می‌کند. آپارتمان فیبی تعمیر می‌شود اما ریچل علاقه‌ای به برگشتن پیش فیبی ندارد و علاوه بر این آپارتمان جدید فقط دارای یک اتاق است؛ پس فیبی تصمیم می‌گیرد تنها آنجا زندگی کند و ریچل پیش جویی بماند. فصل با ازدواج مانیکا و چندلر پایان می‌یابد اما پیش از آن فیبی و ریچل یک تست بچه دار شدن در سطل آشغال مانیکا می‌یابند و فیبی فکر می‌کند برای مانیکا است در حالی که صاحب تست ریچل است.

### فصل ۸
نوشتار اصلی: فرندز (فصل ۸)
در فصل هشتم، معلوم می‌شود که تست پیداشده برای ریچل است و اعلام می‌شود که پدرِ بچه راس است. راس و ریچل هر دو قبول می‌کنند بدون اینکه رابطه رمانتیک خود را ادامه دهند، بچه را نگه دارند. فصل هشتم حول داستانهای بچه دار شدن ریچل و راس می‌گذرد. ریچل بچه دار می‌شود و نام دخترش را اِما می‌گذارد. جودی مادر راس بعد از اینکه به بیمارستان آمده تا از نوه‌اش دیدن کند، به راس انگشتری می‌دهد تا با آن از ریچل خواستگاری کند. راس که خود میلی به انجام این کار ندارد انگشتر را در ژاکت خود گذاشته و ژاکت را داخل اتاق ریچل می‌گذارد. جویی که برای دیدن و احوال‌پرسی از ریچل پیش او آمده بود، اشتباهاً وقتی می‌خواهد ژاکت راس را بگردد انگشتر را پیدا می‌کند و ریچل که تصور می‌کند جویی از وی خواستگاری کرده، پیش از آنکه مهلت توضیح دادن به جویی بدهد، جواب مثبت می‌دهد.

### فصل ۹
نوشتار اصلی: فرندز (فصل ۹)
فصل نهم با زندگی مشترک راس و ریچل و نگهداری آن‌ها از دختربچه‌شان اِما آغاز می‌شود. مانیکا و چندلر سعی می‌کنند بچه‌دار شوند ولی پس از بارها تلاش و آزمایش مطلع می‌شوند که هیچ‌کدام قادر به انجام این کار نیستند. فیبی وارد رابطه‌ای با مایک هانیگان (پل راد) می‌شود و تصمیم می‌گیرد او را به جای دوست‌پسر قبلی‌اش دیوید (هانک آزاریا) انتخاب کند. ریچل و اما در اواسط فصل نهم به آپارتمان جویی برمی‌گردند. راس در آخرین قسمت باید در یک سخنرانی خارج از شهر سفر کند و از آنجایی که آنجا آب و هوای خوبی دارد، تمامی گروه با به باربِی‌دُوز سفر می‌کنند و در هتل آنجا مستقر می‌شوند. جویی و دوست‌دخترش چارلی (آیشا تایلر) رابطه‌شان را به هم می‌زنند و چارلی وارد رابطه‌ای با راس می‌شود. پس از اینکه جویی چارلی و راس را در حال بوسیدن می‌بیند، به اتاق ریچل رفته و آخرین صحنه فصل با بوسهٔ ریچل و جویی به پایان می‌رسد.

### فصل ۱۰
نوشتار اصلی: فرندز (فصل ۱۰)
آخرین فصل سریال، چندین داستان قدیمی را به پایان می‌رساند. چارلی با راس رابطه‌اش را پایان می‌دهد تا به دوست‌پسر قبلی‌اش برگردد. جویی و ریچل سعی می‌کنند احساسات‌شان نسبت به هم را برای راس توضیح دهند اما با عکس‌العمل خوبی از راس مواجه نمی‌شوند و جویی تصمیم می‌گیرد با ریچل و راس دوست بماند و رابطه‌اش را با ریچل به هم می‌زند. فیبی و مایک با هم ازدواج می‌کنند. مانیکا و چندلر سرپرستی بچهٔ اریکا، زنی باردار را برعهده گیرند و تا به دنیا آمدن فرزند، کنار او بماند و جاهای مختلف نیویورک را به او نشان دهند. ریچل از سر کارش اخراج می‌شود ولی از طرفی دیگر از سوی شرکتی در پاریس به او پیشنهاد کار داده می‌شود. راس سعی می‌کند شغل ریچل را برایش نگه‌دارد و به او برگرداند تا در کشور بماند ولی ریچل متقاعد نمی‌شود و حتی میزان پول بیشتری به او از پاریس پیشنهاد می‌شود. ریچل از همگی خداحافظی می‌کند جز راس. وقتی راس دلیل کار ریچل را از او می‌پرسد، به او اطلاع می‌رساند که خداحافظی با او از همه سخت‌تر بوده و بعد از صحبت با او شبی را با یکدیگر می‌گذرانند و روز بعدی ریچل بازهم تصمیم به رفتن از آمریکا می‌گیرد. چندلر و مانیکا مطلع می‌شوند که اریکا یک دوقلو به دنیا خواهد آورد و آن‌ها صاحب یک دختر و یک پسر خواهند شد. فیبی و راس به‌دنبال ریچل به فرودگاه می‌روند تا نظر ریچل را برگردانند. راس به ریچل می‌گوید که دوستش دارد ولی ریچل چنین احساسی ندارد و هر طور شده وارد هواپیما می‌شود و راس به خانه می‌رود ولی به محض رسیدن به خانه می‌فهمد که ریچل از هواپیما پیاده شده و تصمیم گرفته ادامهٔ زندگی خود را در کنار راس و دخترشان اِما بگذراند. چندلر آخرین صحنهٔ سریال را با یکی از جوک‌های خودش به اتمام می‌رساند. افراد گروه برای آخرین بار به کافی‌شاپ سنترال پرک می‌روند و آخرین صحنهٔ سریال، آپارتمان خالی مانیکا و چندلر است.

## تولید

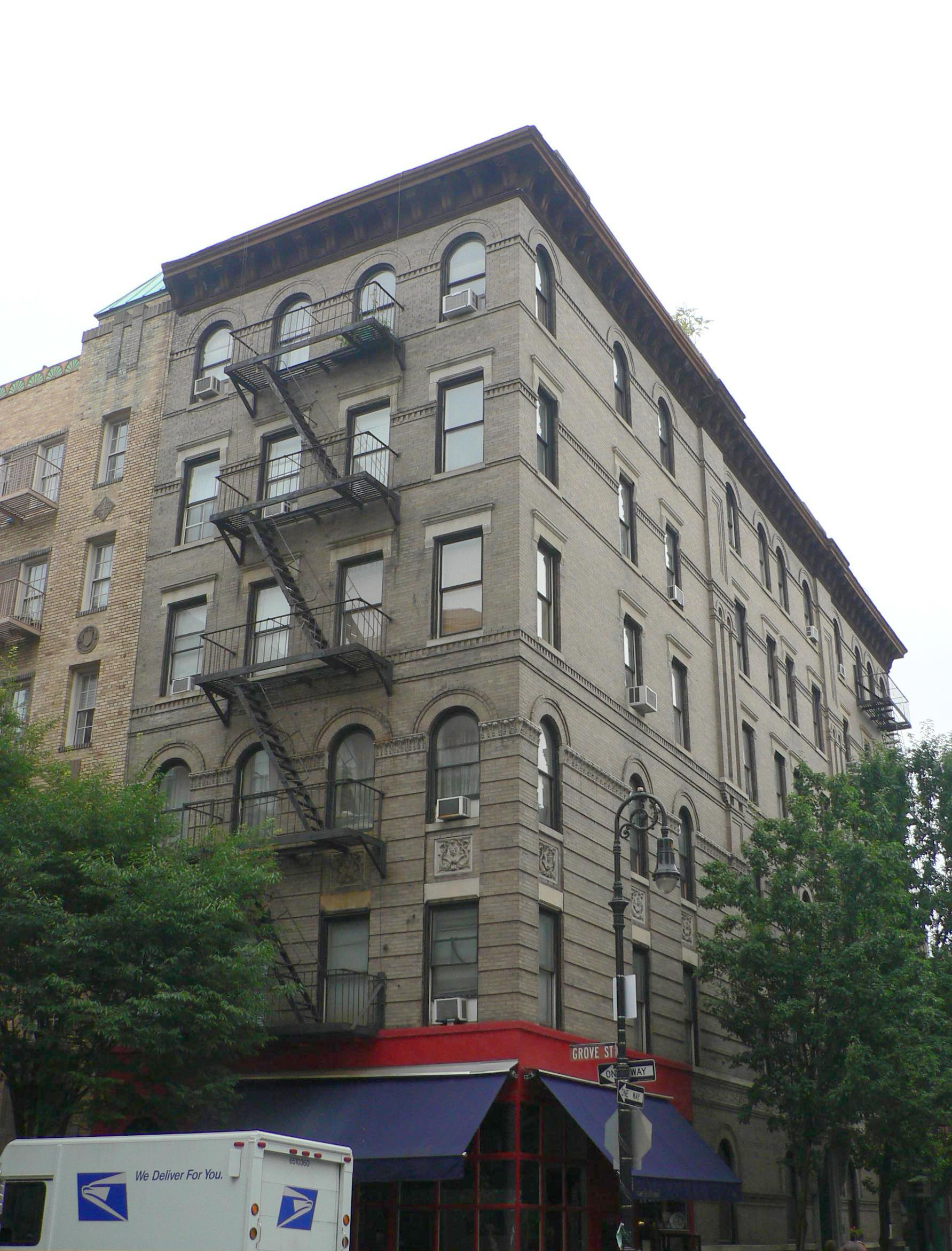

اگرچه به نظر می‌رسد که اکثر صحنه‌ها در محله گرین ویچ در منهتن، نیویورک بازی شده، اما مجموعه در کالیفرنیا فیلمبرداری شد. نمای بیرونی آپارتمان فرندز در خیابان‌های گروو و بدفورد در محله گرین ویچ واقع شده‌است. هیچ سکانسی که شامل هنرپیشگان باشد در نیویورک فیلمبرداری نشده‌است. حتی تیتراژ شروع سریال کنار فواره‌ای در کالیفرنیا گرفته شده‌است.
تقریباً برای کل سری اول مجموعه، خیابانی بیرون سنترال پرک وجود نداشته و فقط یک پس زمینهٔ نقاشی شده بوده‌است. طراحان پنجره را کمی مات کردند و گیاهان بسیاری پشت آن گذاشتند تا آن را پنهان کنند.
در فصل اول به ازای هر قسمت بازیگران ۲۲٬۵۰۰ دلار دریافت می‌کردند. برای فصل دوم هر کدام دستمزد متفاوتی بین ۲۰٬۰۰۰ تا ۴۰٬۰۰۰ دلار دریافت می‌کردند. برای فصل سوم بازیگران تصمیم گرفتند تا به صورت گروهی مذاکره کنند و دستمزدی یکسان دریافت کنند، با وجود این که وارنر برادرز ترجیح می‌داد قراردادها به صورت جداگانه باشد. در فصل سوم برای هر قسمت ۷۵٬۰۰۰ دلار، فصل چهارم ۸۵٬۰۰۰ دلار، فصل پنجم ۱۰۰٬۰۰۰ دلار، فصل ششم ۱۲۵٬۰۰۰ دلار، فصل هفتم و هشتم ۷۵۰٬۰۰۰ دلار و فصل نهم و دهم برای هر قسمت ۱ میلیون دلار دریافت کردند که این موضوع آنیستون، کاکس و کودرو را به گران‌ترین بازیگران زن تاریخ تلویزیون تبدیل کرد. همچنین بعد از سال ۲۰۰۰، بازیگران به خاطر بازپخش مجموعه دستمزد دریافت کردند. پیش از این تنها بازیگرانی به خاطر بازپخش دستمزد می‌گرفتند که از خالقین سریال نیز بودند مثل جری ساینفیلد و بیل کازبی.
بیرون از صحنهٔ بازی، این مجموعه به دلیل به هم پیوستگی نامعمول هنرمندانش شناخته می‌شد. شش هنرمند اصلی از ابتدا تلاشهای هوشیارانه و دقیقی کردند تا ساختار متحد مجموعه حفظ شود و اجازه ندادند کسی از آن‌ها مسلط بر دیگران شود. این موضوع شامل این درخواست بود که یا همگی نامزد یک کلاس از جایزه (بیشتر «هنرمند نقش مکمل») شوند یا هیچ‌کدام نامزد نشوند. به‌علاوه در مذاکرات مالی در مورد دستمزد همگی با هم حاضر می‌شدند (کودرو گفته، «شش نفر ما بسیار قویتر از فقط یک نفر است»). این هنرمندان به قدری با یکدیگر صمیمی شدند که «تام سلک» بازیگر نقش ریچارد، یکی از ستارگان مهمان گفت که گاهی احساس عدم تعلق به این گروه را داشت.

## بازخوردها

### منتقدان
وقتی که هنوز این مجموعه روی آنتن نرفته بود اولین قسمت‌ها توسط گروهی از منتقدان دیده شد و تقریباً کمتر از نیمی آن را تأیید نکردند. بعضی اظهار نظر کردند که این مجموعه طرز برخورد و رفتار دوستان را نشان نمی‌دهد. وقتی که این مجموعه محبوبیت به‌دست آورد، نظر منتقدان هم تغییر کرد. فرندز بعد از ساینفلد «بهترین برنامهٔ تلویزیون در دههٔ ۹۰» خوانده شد. سری هشتم این مجموعه با بردن جایزهٔ با ارزش «بهترین مجموعهٔ کمدی» امی ستایش منتقدان را جلب کرد.
فرندز از نظر ساختاری همیشه با ساینفلد مقایسه می‌شود با این تفاوت که ساینفلد زودتر از فرندز در آمریکا پخش شد.

### جوایز
سریال نامزد ۶۲ جایزه امی ساعات پربیننده و برنده شش عنوان شد. از میان بازیگران تنها انیستون و کودرو برنده امی شدند و کاکس تنها بازیگری است که نامزد امی نشد. سریال برنده جایزه امی بهترین سریال کمدی در سال ۲۰۰۲ شد و در سال‌های ۱۹۹۵، ۱۹۹۶، ۱۹۹۹، ۲۰۰۰ و ۲۰۰۳ نامزدی در این رده دریافت کرد.

### رتبه‌بندی نیلسن
۶۶-دقیقه سری پایانی توسط برنامهٔ سرگرمی امشب به عنوان بزرگ‌ترین لحظهٔ تلویزیون آمریکا در سال ۲۰۰۴ نامیده شد و دومین رتبه را در سال ۲۰۰۴ به‌دست آورد و فقط از فینال قهرمانی دو لیگ فوتبال آمریکا عقب ماند؛ هرچند سری پایانی نتوانست از رتبهٔ دریافت شده توسط سری پایانی سریالهای «مش» (۱۰۶ میلیون)، «به سلامتی» (۸۰٫۴ میلیون)، یا «ساینفیلد» (۷۶٫۳ میلیون) تجاوز کند. البته این قسمت پر طرفدارترین قسمت از مجموعهٔ فرندز نبود و قسمت «بعد از فینال» از سری دوم که در ۲۸ ژانویه ۱۹۹۶ روی آنتن رفت ۵۲٫۹ میلیون تماشاگر جذب کرد. در سری ۲۰۰۱–۲۰۰۲، فرندز بالاترین رتبه را در بین برنامه‌ها در ایالات متحده به‌دست آورد.

## رسانه خانگی

### جریان پخش
در اکتبر ۲۰۱۴، کوین سوجیهارا، رئیس و مدیر اجرایی برادران وارنر، اعلام کرد که این شرکت مجوز پخش تمامی ۱۰ فصل سریال Friends در آمریکای شمالی را به نتفلیکس داده‌است. در معامله ای گفته می‌شد هر قسمت حدود ۵۰۰ هزار دلار ارزش دارد. یا در مجموع حدود ۱۲۰ میلیون دلار. این نمایش از ۱ ژانویه ۲۰۱۵ در نتفلیکس در دسترس قرار گرفت. پخش‌های نتفلیکس نسخه‌هایی هستند که از NBC پخش می‌شوند تا نسخه‌های طولانی‌تر بین‌المللی. این سریال در تاریخ ۱ ژانویه ۲۰۲۰ نتفلیکس را در ایالات متحده ترک کرد زیرا پخش آن در اچ‌بی‌او مکس در ۲۷ مه ۲۰۲۰ آغاز شد. در کانادا این سریال در ۳۱ دسامبر ۲۰۲۰ نتفلیکس را در کانادا به مقصد crave ترک کرد.

## اسپین آف (جویی)

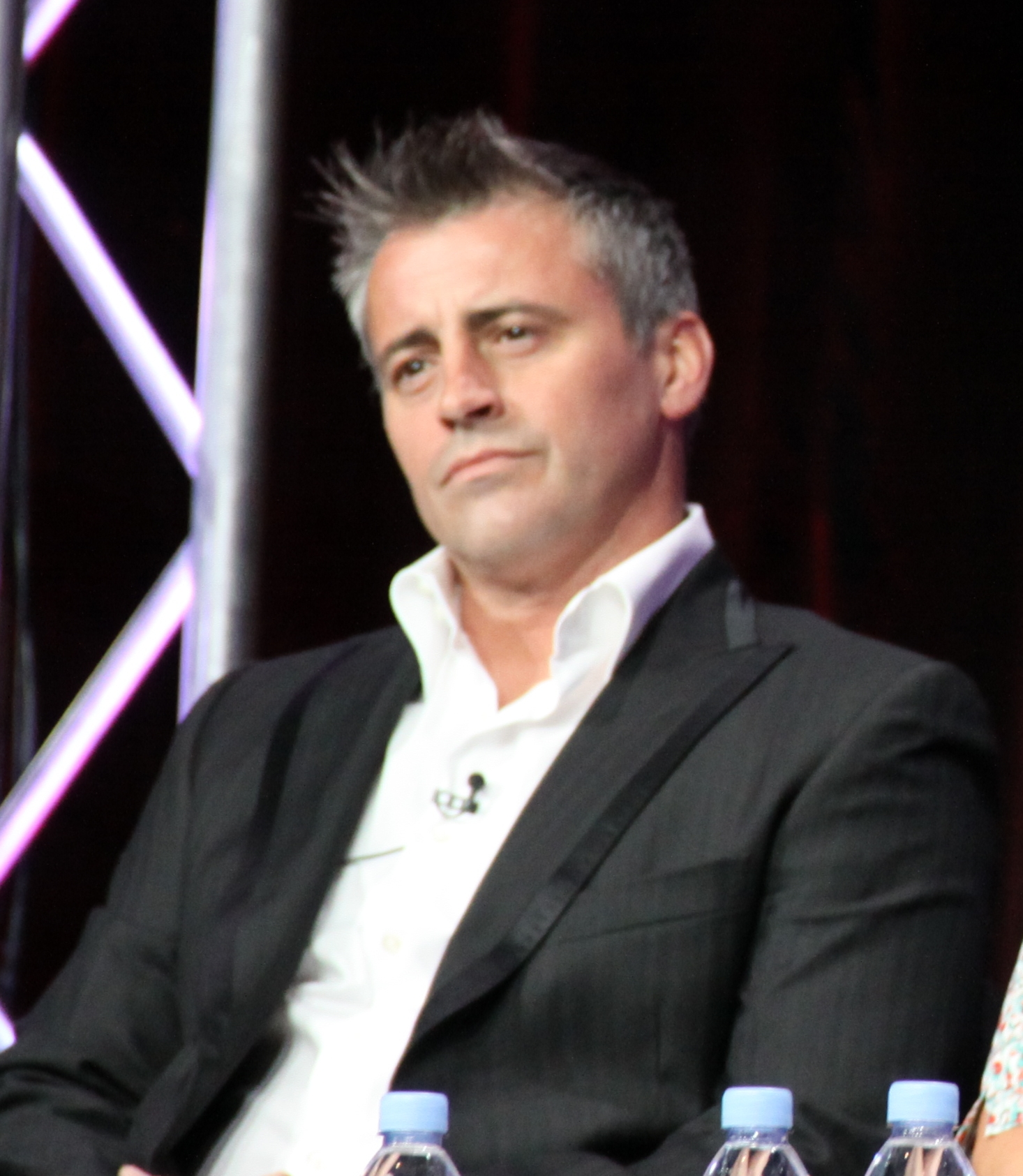
مت له بلانک امیدوار بود که با داشتن نمایش شخصی خود، جویی (مجموعه تلویزیونی)، «احتمالاً کمترین تکامل شخصیت» در سریال فرندز توسعه یافته تر شود.

جویی (به انگلیسی: Joey) یک کمدی موقعیت آمریکایی و اسپین-آفی از سریال محبوب فرندز است که از سال ۲۰۰۴ تا ۲۰۰۶ از شبکه NBC پخش می‌شد.
ستاره این سریال مت له بلانک، ایفاگر نقش سابق خود، جویی تریبیانی است. جویی پس از مهاجرت از نیویورک به لس آنجلس برای ادامه بازیگری ماجراهای تازه‌ای را با خواهر و خواهر زاده اش رقم می‌زند.
پس از پایان سریال در سال ۲۰۰۴، مت له بلانک برای سریال اسپین آف جویی قرارداد امضا کرد، پس از اینکه جویی تریبیانی به لس آنجلس رفت تا حرفه بازیگری خود را دنبال کند. کافمن و کرین به اسپین‌آف علاقه‌ای نداشتند، اگرچه برایت با اسکات سیلوری و شانا گلدبرگ میهان با تهیه‌کنندگی اجرایی سریال موافقت کرد. NBC به شدت جویی را تبلیغ کرد و به آن در پنجشنبه ساعت ۸:۰۰ بعد از ظهر فرصت پخش داد.
این سریال توسط ۱۸٫۶ میلیون بیننده آمریکایی تماشا شد، اما رتبه‌بندی به‌طور مداوم در طول دو فصل سریال کاهش یافت، به‌طور متوسط ۱۰٫۲ میلیون بیننده در فصل اول و ۷٫۱ میلیون بیننده در فصل دوم. آخرین قسمت پخش شده در ۷ مارس ۲۰۰۶، توسط ۷٫۰۹ میلیون بیننده تماشا شد. NBC سریال را در ۱۵ می ۲۰۰۶ پس از دو فصل لغو کرد و هشت قسمت را پخش نکرد. برایت همکاری بین مدیران NBC، استودیو و سایر تهیه‌کنندگان را به دلیل خراب کردن سریال سرزنش کرد.
کوین اس برایت در مورد لغو جویی گفت:
در فرندز، جویی یک مرد زن پرست بود، اما ما از کارهای او لذت بردیم. او یک دوست خوب بود، مردی که می‌دانستید می‌توانید روی او حساب کنید. جویی به عنوان پسری که نمی‌تواند شغلی پیدا کند، نمی‌تواند از دختری بخواهد که بیرون بیاید، تخریب شد. او تبدیل به یک شخصیت رقت‌انگیز شد. احساس می‌کردم در مسیر اشتباهی حرکت می‌کند، اما صدایم شنیده نشد.

## فرندز: تجدید دیدار
کاراکترهای اصلی سریال فرندز سال ۲۰۲۱ در تک قسمت فرندز: تجدید دیدار درکنار هم جمع شدند. این تک قسمت مانند گذشته داستانی نبود و مستندی گفتگومحور بود که بازیگران برای مرور خاطرات زمان فیلم‌برداری در کنار هم گرد آمدند و به سؤالات مجری پاسخ گفتند. تاریخ پخش این قسمت که از آن به عنوان «تجدید دیدار» یاد می‌شود، ۲۷ مه معادل ۶ خرداد سال ۱۴۰۰ بود. اولین‌بار این قسمت از اچ‌بی‌او مکس پخش شد.